# Hersfeld-Preis
Der Hersfeld-Preis ist eine Auszeichnung für Schauspieler. Er wird seit 1962 jährlich im Rahmen der Bad Hersfelder Festspiele von der Gesellschaft der Freunde der Stiftsruine und der Stadt Bad Hersfeld verliehen. Preisträger sind Darsteller der laufenden Festspielsaison, die von einer fünfköpfigen Kritiker-Jury ausgewählt werden.

## Geschichte
1961 verkündeten die Journalisten und Theaterkritiker Kurt Heinze, E. F. Klein und der Journalist und Dramaturg Heinrich Heym während der Festspiele 1961, einen Preis für Schauspieler ins Leben zu rufen. Er sollte ausschließlich von deutschsprachigen Theaterkritikern ohne finanziellen Aufwand oder Hintergrund vergeben werden. Nach und nach konkretisierte sich die Vorstellung, mit dem Entwurf der Preisplakette wurde der Frankfurter Bildhauer Günther Berger beauftragt. Der Große Hersfeld-Preis zeigt das Motiv, einen Fries aus Theatermasken, vierfach übereinander. Der später ergänzte Hersfeld-Preis für eine herausragende Nebenrolle wiederholt es zweimal.
Die Masken verkörpern die Leistungen in Mimik, Gestik, Ton und Sprache bei den Aufführungen auf der Freilichtbühne Bad Hersfeld. Erster Preisträger war 1962 Hans Caninenberg für seine Rolle als Graf von Leicester in Schillers „Maria Stuart“.

## Preisträger
Der Gründungsverein der Bad Hersfelder Festspiele führt die Preisträger auf seiner Website auf. Die Träger des Großen Hersfeld-Preises seit 1962 und des Hersfeld-Preises seit 1969 sind:
| - 1962: Hans Caninenberg - 1963: Johannes Schauer - 1964: Elisabeth Orth - 1965: Antje Weisgerber - 1966: Hilde Krahl und Hans Quest - 1967: Hannsgeorg Laubenthal und Hans Gerd Kübel - 1968: Rosemarie Wohlbauer, Klaus Wennemann, Giselher Schweitzer und Bernd Oberdorfer - 1969: Hannelore Schroth und Michael Degen - 1970: Franz Kutschera - 1971: Hans Gerd Kübel - 1972: Volker Lechtenbrink - 1973: Eva Kotthaus - 1974: nicht verliehen - 1975: Else Ludwig und Uwe Friedrichsen - 1976: nicht verliehen - 1977: Eva Kotthaus, Else Ludwig und Frank Hoffmann - 1978: nicht verliehen - 1979: Mario Adorf und Friedrich Schütter - 1980: Will Quadflieg und Susanne Uhlen - 1981: Thomas Stroux - 1982: Gottfried John, Ernst Stankovski zus. mit Jörg Schneider - 1983: nicht verliehen - 1984: Tilly Lauenstein - 1985: Wolfgang Reichmann - 1986: Eva Pflug - 1987: Franz-Josef Steffens - 1988: Susanne Tremper - 1989: Michael Rastl - 1990: Kurt Böwe - 1991: Peter Ehrlich - 1992: nicht verliehen - 1993: Andreas Wimberger - 1994: Guntbert Warns - 1995: Peter Heinrich - 1996: Julian Weigend - 1997: Volker Lechtenbrink - 1998: Cordula Gerburg, Bärbel Röhl, Sonja Mustoff - 1999: Helen Schneider - 2000: Tatja Seibt - 2001: Miriam Japp und Norman Hacker - 2002: Yngve Gasoy Romdal - 2003: Georg Münzel und Karsten Kramer - 2004: Nicole Heesters und Wolfgang Kraßnitzer - 2005: Markus Völlenklee - 2006: Rufus Beck - 2007: Martin Reinke - 2008: Anna Franziska Srna - 2009: Claudia Graue und Robert Gallinowski - 2010: Horst Sachtleben - 2011: Helen Schneider - 2012: Sören Wunderlich - 2013: Stephan Schad - 2014: Marie-Therese Futterknecht - 2015: Christian Schmidt - 2016: Christian Nickel - 2017: Christian Nickel - 2018: Natalja Joselewitsch und Dennis Herrmann - 2019: Katharine Mehrling - 2020: keine Vergabe wegen coronabedingter Absage der Festspiele - 2021: Götz Schubert - 2022: GOETHE!-Tanzensemble - 2023: Charlotte Schwab - 2024: Henry Arnold und Helena Charlotte Sigal - 2025: David Jakobs | - 1969: Albert Hörrmann - 1970: Fritz Nydegger - 1971: Sonja Schwarz und Peter Janssens - 1972: Renate Schroeter und Anaid Iplicjian - 1973: Cornelia Froboess und Karl Walter Diess - 1974: Uwe Friedrichsen - 1975: Edda Pastor und Walter Giller - 1976: Loni von Friedl, Heinz Baumann und Horst Bergmann - 1977: Rolf Beuckert und Benno Sterzenbach - 1978: nicht verliehen - 1979: Daniela Ziegler - 1980: Wolfgang Gellert und Nikolaus Paryla - 1981: Elfriede Kuzmany, Bernd Kaftan - 1982: Petra Constanza und Dietlinde Turban - 1983: nicht verliehen - 1984: Jutta Speidel und E. O. Fuhrmann - 1985: Monika Müller und Jürgen Morche - 1986: Angelika Draak und Joachim Hermann Luger - 1987: Peter Gross und Veronika Faber - 1988: Anita Lochner und Marcus Fritsche - 1989: Jutta Speidel und Karl-Heinz Martell - 1990: Andreas Keller und Volker Lippmann - 1991: Hanna Burgwitz und Andreas Wimberger - 1992: Klaus Hemmerle und Doris Plenert - 1993: Karin Boyd und Jiri Sova - 1994: Günter Fischer und Michael Prelle - 1995: Jens Wawrczeck - 1996: Julia Richter - 1997: Anja Karmanski - 1998: Judith van der Werff - 1999: Catherine Stoyan und Andreas Wimberger - 2000: Rainer Hauer - 2001: Julian Mehne - 2002: Anna Montanaro und Peter Niemeyer - 2003: nicht verliehen - 2004: nicht verliehen - 2005: Marie-Therese Futterknecht und Mario Ramos - 2006: Anne Breitfeld und Claudius Körber - 2007: Chor der Engel (Faust II) - 2008: Maaike Schuurmans und Louise Nowitzki - 2009: Simon Zigah - 2010: Kristin Hölck - 2011: Bastian Semm - 2012: Lena Vogt und Anja Brünglinghaus - 2013: Patrizia Margagliotta und Jonas Minthe - 2014: Marie-Anjes Lumpp - 2015: Laura Goldfarb und Lisa Quarg - 2016: Ensemble von Krabat - 2017: Christoph Wohlleben - 2018: Corinna Pohlmann - 2019: Günter Alt - 2020: keine Vergabe wegen coronabedingter Absage der Festspiele - 2021: Till Timmermann und Nico Kleemann - 2022: Robert Nickisch und Karla Sengteller - 2023: Sophia Euskirchen - 2024: Gioia Osthoff und der Chor aus der Inszenierung Wie im Himmel von Joern Hinkel - 2025: Myriam Akhoundov |

## Zuschauerpreis
Seit 1995 wird neben dem Hersfeld-Preis auch ein jährlicher undotierter Zuschauerpreis der Bad Hersfelder Festspiele verliehen. Während der Hersfeld-Preis von einer fünfköpfigen Kritiker-Jury ausgewählt wird, entscheiden hier ausschließlich die Zuschauer mit Hilfe von Abstimmungskarten und einem Online-Voting. 
Der Bad Hersfelder Goldschmied Matthias Laufer hatte den Ring gemeinsam mit Volker Lechtenbrink, der von 1995 bis 1997 Intendant der Bad Hersfelder Festspiele war, entwickelt. Der Ring wird alljährlich gefertigt und zeigt die Bögen der Stiftsruine, eine lachende und eine weinende Maske als Symbol für das Theater sowie die Schwurhand Karls des Großen, die sich als steinerne Skulptur über der unversehrten Stiftskirche befand, als Symbol für die (reichs-)klösterliche Vergangenheit der Spielstätte.

### Preisträger
- 1995: Julian Weigend als Bunting in Der Rattenfänger
- 1996: Pia Douwes als Sally Bowles in Cabaret
- 1997: Anja Topf als Mariain Was ihr wollt
- 1998: Marco Albrecht als Richard III. in König Richard III.
- 1999: Rainer Hauer als Herr Jourdain in Der Bürger als Edelmann
- 2000: Peter Niemeyer als Wilhelm Voigt in Der Hauptmann von Köpenick
- 2001: Miriam Japp	als Iphigenie in Iphigenie auf Tauris
- 2002: Rainer Hauer als Galileo Galilei in Leben des Galilei
- 2003: Ingrid Domann als Dorine in Tartuffe
- 2004: Wolfgang Krassnitzer als Ill in Der Besuch der alten Dame
- 2005: Florian Teichtmeister als Mozart in Amadeus
- 2006: Anna Kubinals als Polly in Die Dreigroschenoper
- 2007: Oleh Wynnyk als Jean Valjean in Les Misérables
- 2008: Jan Ammann als Dr. Jekyll / Mr. Hyde in Jekyll & Hyde
- 2009: Leah Delos Santos als Maria und Christian Alexander Müller als Tony in West Side Story
- 2010: Markus Gertken als Wilhelm Tell in Wilhelm Tell
- 2011: Stefan Reck	als  Chil / Geier in Das Dschungelbuch, als Michael von Cesena in Der Name der Rose und als Philip in Halbe Wahrheiten
- 2012: Michael Schanze	als Tevje, der Milchmann in Anatevka
- 2013: Stephan Schad als Nathan in Nathan der Weise
- 2014: Viola von der Burg als Don Quijote in Don Quijote
- 2015: André Eisermann	als Zettel/Nick Bottom in Sommernachts-Träumereien
- 2016: Sandy Mölling als Eliza Doolittle in My Fair Lady
- 2017: Robert Joseph Bartl	als Thomas Cajetan in Martin Luther – Der Anschlag
- 2018: Christian Nickel als Peer Gynt in Peer Gynt
- 2019: Katharine Mehrling als Fanny Brice in Funny Girl
- 2020: keine Vergabe wegen coronabedingter Absage der Festspiele
- 2021: Götz Schubert als John Keating in Der Club der toten Dichter und Philipp Büttner als Johann Goethe in Goethe!
- 2022: Michael Rotschopf als John Keating in Der Club der toten Dichter
- 2023: Andreas Bongard als Jesus von Nazareth in Jesus Christ Superstar
- 2024: Simon Zigah als Mackie Messer in Die Dreigroschenoper
- 2025: Yascha Finn Nolting als Karl von Moor in Die Räuber